# 上下 (品牌)
上下是中华人民共和国一個時尚品牌。2008年，法国的爱马仕与中国设计师蒋琼耳合作创立上下品牌，定位为中国传统手工艺产品。作品包括家具、家居用品、服装、首饰及与茶有关的物品。蒋琼耳持有品牌10%的股份，爱马仕持有90%的股份。上下產品昂貴，運營5年來從未盈利。2010年，上下在上海开设一家专卖店。2013年9月12日，上下在巴黎塞夫勒路開設了一家分店。該店在北京、成都、杭州、深圳等地設有分店。2020年12月，EXOR成為上下最大股東。。2022年3月，上下在臺北市信義區開設專門店。